# Хареты
Хареты (Харёты) (бур. Хорёод) — село в Нукутском районе Усть-Ордынского Бурятского округа Иркутской области. Входит в муниципальное образование «Хареты» и является его административным центром. На сегодня село Хареты — единственное крупное поселение кряшен в области.

## История
Основано крещеными татарами, переселившимися в регион по Столыпинской аграрной реформе.
Семьи Рыцевых, Чулоковых-Фроловых, Табанаковых, Николаевых, Кудряшовых, Антиповых (кряшены носили русские фамилии и имена) из Уфимской губернии (совр. Бакалинского района) основали село. Старшим обоза был Рыцев Егор, отслуживший 25 лет рекрутом  в гренадерском полку при императоре Николае II.

## География
Село расположено в 20 км от райцентра, на высоте 452 метров над уровнем моря.
Состоит из 5 улиц: Молодёжная, Центральная, Беляевская, Волжинская и ул. Микрорайон.

## Население
| 2002 | 2010 | 2011 | 2012 |
| ---- | ---- | ---- | ---- |
| 995  | ↘990 | ↘989 | ↘984 |

### Конфессиональный состав
С конца 1990-х в селе действует баптистская община

### Национальный состав
Кряшены, буряты, русские.